# Ponta Delgada Soccer Club
O Ponta Delgada Soccer Club, também conhecido como Fall River Ponta Delgada, foi um clube de futebol dos Estados Unidos, com sede em Fall River, Massachusetts. O clube era formado por membros da comunidade portuguesa da cidade e partilhava o seu nome com Ponta Delgada, a maior cidade dos Açores, uma região autónoma de Portugal. Durante as décadas de 1930, 1940 e 1950, eles foram um dos times amadores de maior sucesso nos Estados Unidos, vencendo a National Amauter Cup  seis vezes. Em 1947, eles ganharam a primeira dobradinha da National Challenge Cup / National Amateur Cup. No mesmo ano, toda a sua equipe foi selecionada em massa para representar os Estados Unidos no campeonato de futebol norte-americano inaugural.  Entre 1951 e 1953, eles também jogaram na American Soccer League. Eles jogaram alguns jogos em casa no Estádio de Mark em North Tiverton, Rhode Island, anteriormente a casa dos Fall River F.C.. Como os 'Marksmen', eles fizeram isso para evitar as Leis Azuis de Massachusetts que os impediam de jogar os jogos de domingo. 

## História
Ponta Delgada chamou a atenção nacional pela primeira vez quando ganhou a National Amateur Cup em 1938, batendo o Pittsburgh Heidelberg por 2 a 1 na final em 1º de maio.  No entanto, foi nas décadas de 1940 e 1950, inspirado em John Souza e Ed Souza, que o clube viveu sua época áurea. Eles ganharam a  Amateur Cup três vezes consecutivas entre 1946 e 1948 e novamente em 1950 e 1953. Eles também chegaram a três finais da National Challenge Cup, vencendo a competição em 1947.  
Em Julho de 1946, Ponta Delgada disputou as finais da Challenge Cup e da Amateur Cup. Em 7 de julho, eles enfrentaram o Chicago Vikings no Mark's Stadium, empatando em 1 a 1. No entanto, em 14 de julho em Comiskey Park, eles perderam o jogo de volta por 2-1. Em 21 de julho, eles ganharam algum consolo ao vencer o Castle Shannon de Pittsburgh por 5 a 2 na final da Amauter Cup.  Em 1947 Ponta Delgada chegou novamente a final de ambas as competições, e desta vez conquistou pela primeira vez as duas competições. No dia 24 de maio na final do Amador, Ed Souza marcou cinco gols na vitória sobre o St. Louis Carondelets por 10-1. Esta deveria ter sido a primeira etapa de uma série de dois jogos, mas uma segunda partida nunca foi jogada. No dia 31 de agosto, na primeira mão da final do Challenge, derrotou o Chicago Sparta por 6 a 1, em casa, com Ed Souza marcando mais dois gols. Joe Ferreira, Ed Valentine e John Souza também marcaram naquele dia. No dia 7 de setembro eles completaram a dobradinha ao vencer a partida fora de casa por 3-2, com gols de Valentine, Ferreira e Jim Delgado.  Em 1948, eles completaram outra dobradinha quando ganharam a National Soccer League of New England e sua terceira Amauter Cup em três anos após derrotar o Pittsburgh Curry Vets por 4 a 1 na final em 23 de maio. 
Em 1950 Ponta Delgada voltou a alcançar as finais da Challenge Cup e da Amauter Cup. Em 22 de abril, no primeiro jogo da final da Challenge Cup, eles perderam por 2 a 0 para o St. Louis Simpkins-Ford. Então, no dia 7 de maio, eles empataram em 1 a 1 com Ed Souza mais uma vez no placar. No entanto, o clube de St. Louis venceu a competição no agregado. Em 15 de maio na final do Amador, eles perderam a primeira mão por 1-0 para o Pittsburgh Harmarville, mas em 21 de maio conquistaram seu quinto título Amador ao vencer o jogo de volta por 4-1. Desta vez, Ed Souza fez três gols. Nas temporadas 1951-52 e 1952-53, Ponta Delgada ingressou na American Soccer League, jogando na New England Division ao lado de Fall River SC. Em 1953, eles foram campeões da divisão, terminando por pouco acima do segundo colocado Ludlow Lusitano. Em 02 de maio de 1953 eles completaram um campeonato e taça dobrar quando Ed Souza marcou os dois gols na vitória por 2-0 contra o Chicago eslovacos na Copa Amador final.  

### Time nacional
Em 1947, depois de Ponta Delgada ter conquistado a dobradinha da National Challenge Cup / National Amateur Cup, a seleção foi escolhida em massa para representar os Estados Unidos no campeonato norte-americano de futebol, onde jogou contra o México e a seleção anfitriã, Cuba. Apesar das vitórias na copa em casa, eles perderam por 5-0 e 5-2, respectivamente. Apesar de representar a selecção nacional, Ponta Delgada teve de pagar a viagem eles próprios.  
Vários jogadores da equipa de Ponta Delgada passaram a fazer parte da selecção nacional. Joseph Rego-Costa foi o capitão dos Estados Unidos nos Jogos Olímpicos de Verão de 1948. Essa equipe incluiu Manuel Martin, Joe Ferreira, Ed Souza e John Souza.[carece de fontes?] Tanto Ed Souza quanto John Souza também disputaram a Copa do Mundo de 1950, incluindo a vitória por 1 a 0 sobre a Inglaterra.   

## Palmares
National Challenge Cup (1): 1947